# ويلمر راموس
ويلمر راموس (بالإسبانية: Wilmer Ramos)‏ هو مدرب كرة قدم ولاعب كرة قدم هندوراسي، ولد في 1 يونيو 1979 في Sabá ‏ في هندوراس. لعب مع نادي فيكتوريا.